# هانکیو هانشین
هانکیو هانشین (انگلیسی: Hankyu Hanshin) شرکت ترابری ژاپنی است، که در سال ۱۹۰۷ توسط شرکت‌های هانکیو و هانشین الکتریک ریلوی تأسیس شد.